# Wincenty Paprocki
Wincenty Paprocki – major w powstaniu kościuszkowskim, porucznik 4. Brygady Kawalerii Narodowej w 1788 roku.